# Станчу, Николае Клаудиу
Никола́е Кла́удиу Ста́нчу (рум. Nicolae Claudiu Stanciu; род. 7 мая 1993, Cricău, Алба) — румынский футболист, полузащитник саудовского клуба «Дамак» и национальной сборной Румынии. Участник двух чемпионатов Европы (2016 и 2024).

## Клубная карьера
Николае начинал свою карьеру в клубе «Униря» (Алба-Юлия). В 2008 году он дебютировал за свой родной клуб, а основным игроком стал только в сезоне 2010/11. В 2011 году состоялся переход игрока в «Васлуй», где он провёл два неплохих сезона. В 2013 году Николае стал игроком клуба «Стяуа», в составе которого он дважды становился чемпионом Румынии.

## Карьера в сборной
Николае выступал за юношескую и молодёжную сборные Румынии. 23 марта 2016 года состоялся дебют Николае в составе национальной сборной Румынии в матче против сборной Литвы. Игрок попал в заявку сборной на Евро-2016.

## Достижения

### Командные
«Стяуа»
- Чемпион Румынии (2): 2013/14, 2014/15
- Обладатель Кубка Румынии: 2014/15
- Обладатель Суперкубка Румынии (1): 2013
- Обладатель Кубка лиги Румынии (2): 2014/15, 2015/16

«Андерлехт»
- Чемпион Бельгии: 2016/17

«Славия»
- Чемпион Чехии (2): 2019/20, 2020/21

### Личные
- Футболист года в Румынии: 2022